# 卧龙镇 (米林市)
卧龙镇，是中华人民共和国西藏自治区林芝市米林市下辖的一个乡镇级行政单位。

## 行政区划
卧龙镇下辖以下地区：
卧龙村、本宗村、日村、角木那村、本宗下却村、甲竹村、麦村、卧龙下却村、普龙村、甲格村、日旭村、仙村、单嘎努觉村、扎村、江中村、阿拉塘村、真多村和塘崩巴村。